# Rumpler-Tropfenwagen

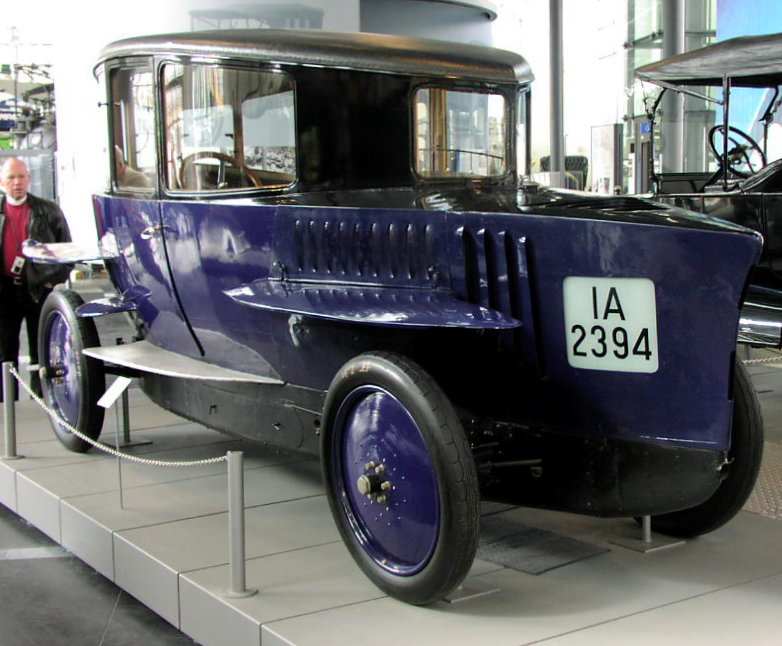
Tropfenwagen im Verkehrszentrum München (Heckansicht)

Der Tropfenwagen ist ein von Edmund Rumpler unter aerodynamischen Gesichtspunkten entwickeltes Automobil. Es wurde am 23. September 1921 auf der Deutschen Automobilausstellung in Berlin vorgestellt, einen Tag vor der Eröffnung der AVUS. Im selben Jahr wurde der Wagen zum Patent angemeldet. Der Tropfenwagen wurde nur bis Ende 1925 hergestellt und somit lange vor der Fertigstellung der ersten Überland-Autobahnen aufgegeben. Erst dort wäre der geringe Luftwiderstand effektiv zum Tragen gekommen.

## Fahrzeug

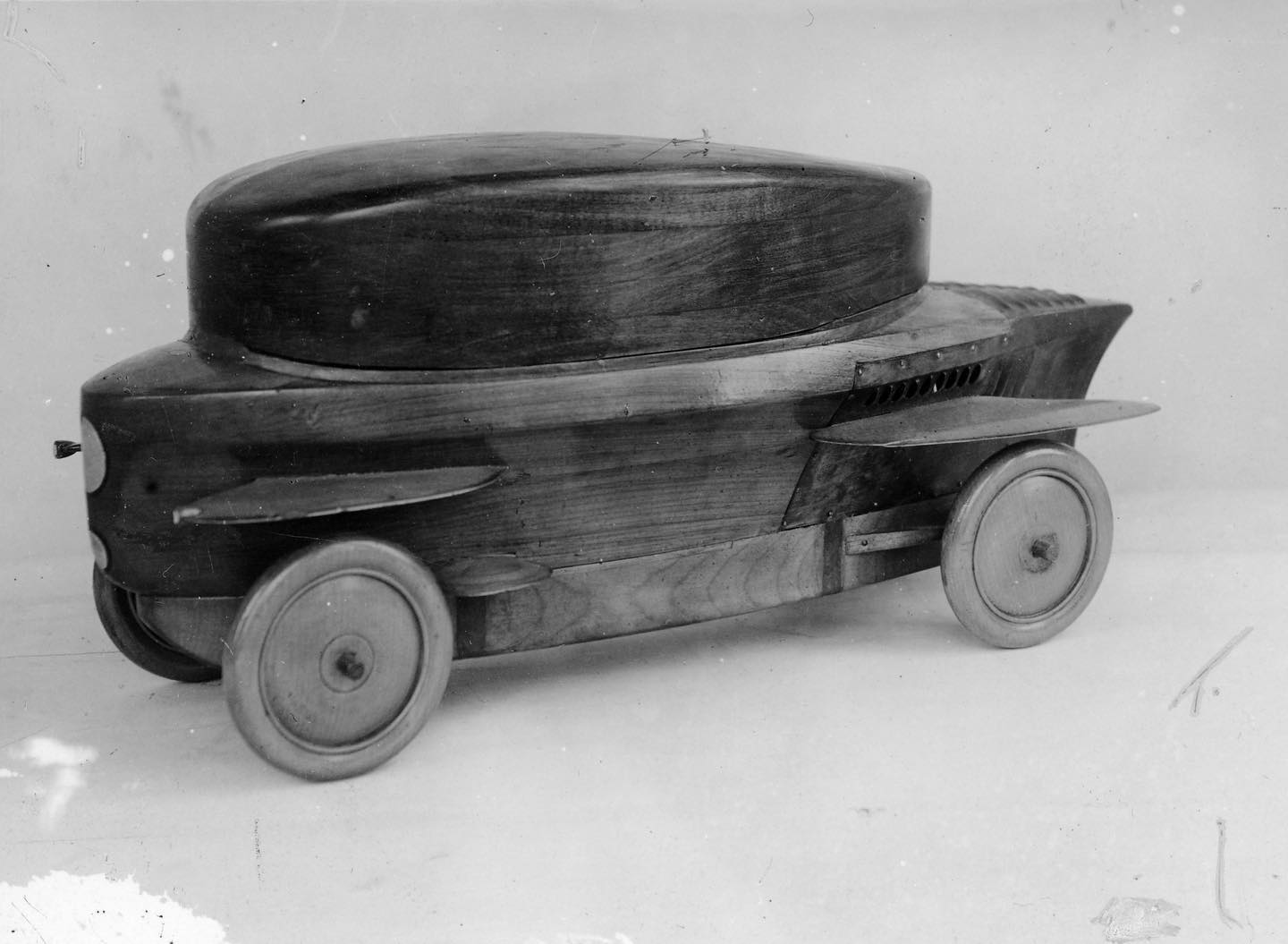
Modell des Rumpler Tropfenwagens für Windkanaluntersuchungn in der Aerodynamischen Versuchsanstalt (AVA) in Göttingen, 1921

Nach dem Ersten Weltkrieg verbot der Versailler Friedensvertrag Deutschland den Bau von Motorflugzeugen; deshalb ließ der Flugzeugbauer Rumpler seine Erfahrungen in ein Automobilprojekt einfließen, das unter anderem von dem Berliner Verleger Hans Lachmann-Mosse finanziert wurde. Der Wagen unterschied sich grundlegend von den anderen Fahrzeugen seiner Zeit. Augenfällig war die vermeintlich einem fallenden Tropfen nachempfundene windschlüpfige Karosserieform, bei der erstmals gewölbte Glasscheiben verwendet wurden. Dieser Karosserie, deren Form auch im Windkanal der Aerodynamischen Versuchsanstalt untersucht worden war, verdankt der Wagen den auch heute noch guten Luftwiderstandsbeiwert von 0,28. Der Fahrer saß vorn in der Mitte, dahinter war Platz für vier Passagiere. Ein Kofferraum (über dem Motor) wurde erst bei den später gebauten Wagen eingefügt. Der Tropfenwagen war einer der wenigen Pkw mit Mittelmotor. Zunächst war es ein Sechszylinder-W-Motor, den Rumpler bei Siemens in Berlin bauen ließ, später ein Vierzylinder-Reihenmotor, der über eine Lamellenkupplung, ein Dreiganggetriebe und ein Differential die Hinterräder antrieb.
Vorn hatte der Wagen eine Starrachse. Die zu dieser Zeit übliche hintere Starrachse ersetzte Rumpler durch die von ihm patentierte Pendelachse. Diese Form der Einzelradaufhängung wurde später von vielen anderen Herstellern übernommen.
Das Fahrzeugkonzept mit Mittelmotor und hinterer Pendelachse erschien auch für Rennwagen erfolgversprechend. Benz & Cie. erwarb die Lizenz an dem Konzept und setzte es im Benz-Tropfenwagen ein.
Der wassergekühlte W6-Motor hatte sechs paarweise zusammengegossene Zylinder (die erste Baureihe mit Bohrung: 74 mm, Hub: 100 mm), die in drei Reihen mit 60° Öffnungswinkel angeordnet waren. Der Motor hatte einen Hubraum von 2310 cm³ und leistete 35 PS (26 kW). Damit erreichte der Tropfenwagen eine Höchstgeschwindigkeit von 95 km/h. Später wurde der Hubraum bei gleichbleibender Leistung auf 2580 cm³ vergrößert, und die Höchstgeschwindigkeit stieg auf 105 km/h. Schließlich wurden Reihenvierzylindermotoren vom Benz 10/35 PS mit einem Hubraum von 2610 cm³ eingebaut, die 50 PS (37 kW) entwickelten und das Fahrzeug bis auf 115 km/h beschleunigten.
Wegen technischer Probleme – der Sechszylindermotor war unzuverlässig und die Lenkung mangelhaft konstruiert – und des fehlenden Kofferraumes war das Fahrzeug kein kommerzieller Erfolg, weswegen bis 1925 nur etwa 100 Exemplare in den Rumpler-Werken in Berlin-Johannisthal gebaut wurden. Die meisten davon liefen in Berlin als Taxis. Fritz Lang verwendete eine große Anzahl von Tropfenwagen in seinem Film Metropolis als Requisiten. Bei den Dreharbeiten wurden die Autos für eine dramatische Szene übereinandergestapelt und als Scheiterhaufen verbrannt.
Die beiden letzten erhaltenen Fahrzeuge stehen im Deutschen Technikmuseum in  Berlin und im Deutschen Museum in München. Das Exemplar in München ist ein persönliches Geschenk von Edmund Rumpler.